# NGC 5320
NGC 5320 (другие обозначения — UGC 8749, MCG 7-28-76, ZWG 218.56, ZWG 219.1, IRAS13482+4136, PGC 49112) — спиральная галактика с перемычкой (SBc) в созвездии Гончие Псы.
Этот объект входит в число перечисленных в оригинальной редакции «Нового общего каталога».